# بانی بدیلیا
 بانی بدیلیا (انگلیسی: Bonnie Bedelia؛ زادهٔ ۲۵ مارس ۱۹۴۸) بازیگر اهل ایالات متحده آمریکا است. وی از سال ۱۹۵۸ میلادی تاکنون مشغول فعالیت بوده است.
از فیلم‌هایی که وی در آن نقش داشته است می‌توان به جان سخت، جان سخت ۲، همه جا غیر اینجا، بی‌کلام، مثل پدر مثل پسر، شاهزاده پنسیلوانیا، بیگانه و مگر آن‌ها اسب‌ها را خلاص نمی‌کنند؟ اشاره کرد.